# ЛуАЗ-13019
ЛуАЗ-13019 — повнопривідний трьохвісний автомобіль особливо малої вантажопідйомності, прототип 1990 року. Абсолютно нова модель побудована на вузлах та агрегатах ЛуАЗ-1301, який мала представити виробника у новому сегменті, та розширити модельний ряд. В першу чергу планувалось замінити вже застарілий ЛуАЗ-969М, та модель так і залишилась прототипом.